# Doroteo Hernández Vera

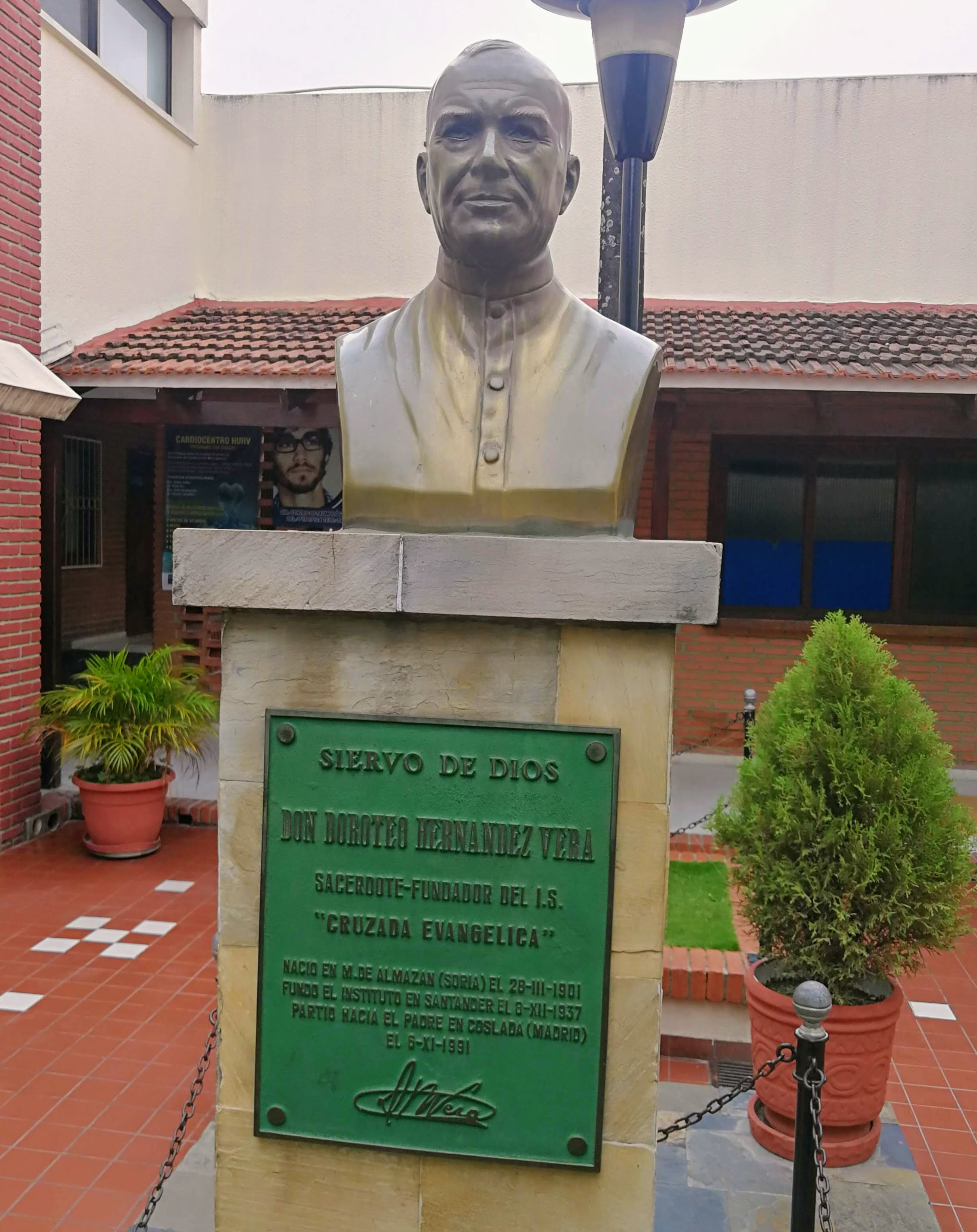
Busto de Doroteo Hernández Vera en el Hospital Universitario Hernández Vera de Santa Cruz de la Sierra, Bolivia.

Doroteo Hernández Vera fue un sacerdote católico español, fundador del instituto secular Cruzada Evangélica y es considerado Venerable por la Iglesia católica desde 2018.

## Biografía
Doroteo Hernández Vera nació en Matute de Almázan (España), el 28 de marzo de 1901. La familia era  indigente, pero rica de valores humanos y cristianos. Entró como fámulo en el seminario de Sigüenza en 1915. El 20 de marzo de 1926 fue ordenado sacerdote.
Sirvió como capellán después de su ordenación y celebró misas clandestinas y otros servicios durante la guerra civil española que condujo a su arresto el 14 de abril de 1937. Fue durante su encarcelamiento cuando vio la necesidad de evangelizar mejor para llevar el mensaje del Evangelio a aquellos que rechazaban o no sabían acerca de Dios.
Lo hizo en el tiempo posterior a su liberación de la prisión hasta casi el final de su vida cuando se retiró debido al deterioro significativo de su salud.

## Cruzada evangélica
El 8 de diciembre de 1937, en Santander, fundó la Cruzada Evangélica.Una de sus primeras seguidoras es Ascensión Sánchez Sánchez, que es considerada Venerable por la Iglesia católica.

## Causa de beatificación
Los pasos para iniciar su causa de beatificación comenzaron en la década de 1990 poco después de su muerte, aunque oficialmente se lanzó en 2001 por la diócesis de Alcalá de Henares, lo que le permitió ser titulado Siervo de Dios. Se tituló Venerable el 21 de diciembre de 2018 después de que el Papa Francisco reconoció que Hernández había practicado la virtud heroica durante su vida.